# Bergtjärnen (Dorotea socken, Lappland)
Bergtjärnen är en sjö i Dorotea kommun i Lappland och ingår i Ångermanälvens huvudavrinningsområde. Sjön har en area på 0,0472 kvadratkilometer och ligger 426 meter över havet.

## Delavrinningsområde
Bergtjärnen ingår i det delavrinningsområde (717066-149997) som SMHI kallar för Ovan Hembäcken. Medelhöjden är 389 meter över havet och ytan är 13,23 kvadratkilometer. Räknas de 114 avrinningsområdena uppströms in blir den ackumulerade arean 845,98 kvadratkilometer. Näsån (Långselån) som avvattnar avrinningsområdet har biflödesordning 3, vilket innebär att vattnet flödar genom totalt 3 vattendrag innan det når havet efter 259 kilometer. Avrinningsområdet består mestadels av skog (87 procent). Avrinningsområdet har 0,05 kvadratkilometer vattenytor vilket ger det en sjöprocent på 0,4 procent.